# Filippo Linati
Il conte Filippo Linati (Barcellona, 9 gennaio 1816 – Fontanellato, 17 settembre 1895) è stato un politico, scrittore e poeta italiano.

## Biografia
Nacque dal conte Claudio, che si trovava in Spagna per combattere nella milizia nazionale che si opponeva ai realisti, e dalla contessa spagnola Isabel Bacardi De Pinos. Si trasferì a Parma nel 1823 presso l'omonimo nonno paterno, uomo molto colto che gli fu guida negli studi. Ebbe gravi problemi di vista fin dalla nascita a causa di una cataratta congenita, ma ciò non gli impedì di applicarsi a svariati studi, sia letterari che scientifici. Scrisse apprezzate poesie e il lavoro geografico Il Planisfero, che gli valse l'iscrizione a varie accademie.
Nel 1843 diventò membro del Municipio di Parma e della Congregazione di Carità; fu nominato ispettore degli Asili infantili, ma dopo poco tempo, sdegnato per le ingiustizie che vi si commettevano, rassegnò le dimissioni. Per le tradizioni patriottiche familiari e il temperamento generoso, fu un fervido sostenitore della causa italiana. Alla morte della duchessa Maria Luigia, confidando nella benevolenza del successore Carlo di Borbone, che l'aveva insignito dell'Ordine di San Lodovico, si recò a Lucca per convincerlo a mettersi sulla via delle riforme liberali, ma senza successo. Al ritorno a Parma dei Borbone gli fu offerta la carica di ciambellano di corte ma la rifiutò, preferendo dedicarsi agli studi. Si occupò in particolare dei problemi educativi, scrivendo saggi e articoli sulle scuole secondarie e primarie del Ducato, rivelandone coraggiosamente l'insufficienza e i difetti. Per suo interessamento vennero istituite a Parma le prime scuole femminili.
Nel 1858 costituì la Società parmense di Lettura e Conversazione, che trovò posto dal 1866 all'interno del Palazzo di Riserva. La Società di Lettura o Circolo di Lettura, come è chiamata comunemente, è ancora attiva a Parma nei locali del palazzo di Riserva di via Melloni.
I fatti storici del 1859 lo videro protagonista di un'intensa attività politica. Fu lui a presentare al conte di Cavour l'atto di adesione al Piemonte dei liberali moderati di Parma. In quell'anno inoltre fondò Il Patriota, giornale di opposizione. Il 2 agosto 1859 fu nominato Podestà di Parma e presentò a Napoleone III, assieme ad Alessandro Cugini, una protesta contro il ristabilimento dei Borbone. Partecipò alle agitate e complesse vicende che precedettero la costituzione del Regno d'Italia, muovendosi tra le diverse correnti annessionistiche, autonomistiche e unitarie. Il 16 agosto, in un colloquio con Napoleone III, discusse lungamente circa la questione del Ducato di Parma. Riferì poi a Vittorio Emanuele di Savoja e al suo ministro Rattazzi che Napoleone III gli aveva promesso il suo non intervento e che avrebbe impedito quello austriaco.
Luigi Carlo Farini lo nominò nel 1860 Provveditore agli Studi della provincia di Parma.  Istituì le scuole magistrali, serali e festive, la Regia Scuola Normale e la Scuola Professionale di Sant'Antonio. Nonostante il suo buon operato i suoi oppositori politici lo fecero oggetto di insinuazioni e calunnie, costringendolo a dimettersi dopo un anno. Dal 1873 al 1878 ebbe la presidenza del Regio Collegio Maria Luigia. Rivendicò al Collegio i beni di Talignano e gli conservò quelli di Fontevivo, che il Demanio voleva usurpargli. Contrariato nei suoi disegni, la sua indole sensibile lo indusse a dimettersi anche da quella carica. Religiosissimo, procurò ai Francescani l'acquisto del perduto Convento dell'Annunziata, fece aprire alle suore Figlie della Croce il Collegio in borgo dei Guasti di Santa Cecilia e procurò alle suore stesse i mezzi per mantenere due asili d'infanzia. Si adoperò per il recupero dei beni sequestrati dal Governo ai seminari di Parma e di Berceto.
In marzo del 1860 fu nominato Senatore nella VII Legislatura del Regno di Sardegna. Al Senato partecipò a varie discussioni, soprattutto su argomenti economici, giuridici e finanziari. Fu uno dei pochi senatori che votò contro la cessione di Nizza alla Francia. Fu Consigliere di Stato e membro dell'Accademia delle Scienze di Torino. Noto per integrità di carattere e principi filantropici, coprì diverse cariche di carattere amministrativo. Iscritto alla Deputazione di Storia Patria per le Province Parmensi dal 1860, ne fu presidente per dal 10 maggio 1877 al 24 giugno 1895, contribuendo efficacemente a mantenere vive le tradizioni di quel sodalizio.
Si occupò di ogni sorta di studi, ma predilesse quelli storici e letterari. La sua prima affermazione letteraria risale al 1834 con la pubblicazione di un lodato sonetto per la Schultz, che aveva cantato la Norma al teatro Ducale. Scrisse successivamente i poemi Il sogno del Pellegrino, Maria e Il Valsugana. In quest'ultimo, considerato la sua opera migliore, è compendiata tutta la storia del Risorgimento. Altri suoi lavori poetici sono la novella Adelina di Rubiano, il carme Gli Spedalieri, il racconto Elena di Belforte, la raccolta di poesie Foglie di Rosa e diverse raccolte di sonetti: Affetti e Dispetti, Gocce d'Assenzio, Ad una Colomba, Delusione e Confronto, A Giselda Flaiani, Povera Italia (1893). Quest'ultima, una raccolta di sonetti su temi politico-sociali, è una satira pungente e fu sequestrata dalla Procura.
Scrisse anche molte opere in prosa dimostrando un notevole eclettismo nella trattazione dei più svariati argomenti. Tra i suoi scritti in prosa vanno ricordati: Delle condizioni morali, materiali, politiche ed amministrative degli Stati di Parma innanzi al 10 marzo 1848 (Parma, Carmignani, 1848), Mons. Andrea Charvaz, Arcivescovo di Genova (Parma, G. Ferrari e figli, 1871), Vita del conte Claudio Linati (Parma, Luigi Battei, 1883).
A Parma gli è intitolata "via Linati", una strada del centro storico che collega via XXII Luglio con borgo Felino.